# Consoante oclusiva
Uma consoante oclusiva, também chamada de consoante explosiva ou consoante plosiva (ou simplesmente oclusiva, explosiva ou plosiva)  é uma consoante que é pronunciada pela expiração de ar que é bloqueado por um obstáculo bucal, que interrompe momentaneamente a sua corrente, e que acaba "explodindo" quando aberto. A oclusão pode ser feita com os lábios ([p], [b]), a língua ([t], [d]), o corpo da língua ([k], [g]) ou a glote ([ʔ]). Interrompe contraste com nasais, onde o canal vocal é bloqueado, mas o fluxo de ar continua através do nariz, como em /m/ e /n/, e com fricativas, onde a oclusão parcial impede, mas não bloqueia o fluxo de ar no canal vocal.